# كيم هو غون
كيم هو غون (24 نوفمبر 1944 بتونغيونغ في كوريا الجنوبية - ) هو مدرب كرة قدم ولاعب كرة قدم كوري جنوبي في مركز الدفاع. شارك مع منتخب كوريا الجنوبية لكرة القدم. أما مع النوادي، فقد لعب مع Yangzee FC ‏ وCheil Industries FC ‏.